# Lesestart Hannover
Lesestart Hannover e.V. ist ein gemeinnütziger Verein und Herausgeber in Hannover, der die (früh-)kindliche Sprach- und Leseförderung in Familien, Kinderkrippen und Kindergärten insbesondere in Hannover unterstützt. Der Verein, der auch Eltern mit Migrationshintergrund anspricht, kooperiert mit hannoverschen Kinderärzten und wird in seiner Arbeit wissenschaftlich begleitet durch die Leibniz Universität Hannover.

## Geschichte
Nachdem die Leiterin der Stadtbibliothek Hannover Carola Schelle-Wolff 2004 das Lesenetzwerk Hannover initiiert hatte, fanden in dessen Rahmen ab 2005 die Hannoverschen Lesefeste statt. 2008 wählte die Stiftung Lesen mit ihrer bundesweiten Kampagne Lesestart rund 20 freiwillige Kinderärzte aus Hannover aus, die seitdem die sogenannten Lesestartsets im Rahmen der Kindervorsorgeuntersuchung U6 an Kinder von zehn bis zwölf Monaten austeilten.
Im Februar 2009 organisierte das Lesenetzwerk Hannover im Pavillon am Raschplatz als Auftakt der Aktion „Lesestart Hannover“ ein Bilderbuchfest, das von rund 1.500 Besuchern aufgesucht wurde, darunter zahlreiche Familien mit Kindern im Alter bis zu vier Jahren. Verschiedene Partner des Lesenetzwerkes boten mehrsprachiges Bilderbuchkino, Fingerspiele, Tischtheater, Vorlesen, Singen, Reimen und vieles mehr. Schirmherr der Aktion war der Kinderbuchautor und -illustrator Ingo Siegner. In der Folge initiierte die Leiterin der Stadtbibliothek Hannover, Carola Schelle-Wolff, gemeinsam mit der hannoverschen SPD-Ratsfrau Birgit Nerenberg und Martina Meyer den Verein Lesestart Hannover, der am 14. September des Jahres im Neuen Rathaus der Stadt gegründet wurde. Gründungsmitglied und Urheber des Vereins-Logos war, neben vielen anderen bekannten Persönlichkeiten, wiederum Ingo Siegner.
2010 gab der Verein die Broschüre Gib mir ein A. Sprachförderung von Anfang an heraus, die mittlerweile schon ab der Vorsorgeuntersuchung U3 kostenlos von hannoverschen Kinderärzten verteilt wird, aber auch aus dem Internet herunterladbar ist. Nachdem zum 1. Januar 2008 lediglich 6 % der Kinder in Hannover unter 3 Jahren eine ausschließlich ausländische Staatsangehörigkeit, allerdings 44 % einen Migrationshintergrund aufwiesen, wurde „die Sprachförderbroschüre außer in Deutsch auch in Russisch und Türkisch“ herausgegeben.
Die auch bundesweit beachteten Initiativen des Vereins, etwa die durch die Kinderärzte festzuhaltenden Veränderungen der Lese- und Sprachentwicklung der Kinder, werden wissenschaftlich begleitet durch die Leibniz Universität Hannover, Institut für Sonderpädagogik, und finanziell gefördert durch das Niedersächsische Ministerium für Wissenschaft und Kultur (MWK).
Die eigene Webseite von Lesestart Hannover wurde inhaltlich mitgestaltet von Schülern  der Alice-Salomon-Schule.

## Mitglieder

### Ehrenmitglieder
- Kirstin Boie, Kinder- und Jugendbuchautorin[6]
- Carola Schelle-Wolff, Direktorin der Stadtbibliothek Hannover[6]
- Mirko Slomka, Fußballlehrer[6]
- Martin Kind, ehem. Präsident von Hannover 96[9]

### Gründungsmitglieder
- Birgit Nerenberg, frühere Ratsfrau der Landeshauptstadt Hannover (LHH), Inhaberin der Buchhandlung Sternschnuppe und erste Vorsitzende des Vereins[6]
- Carola Schelle-Wolff, Direktorin der Stadtbibliothek Hannover[6]
- Martina Meyer, Fachlehrerin BBS, Autorin und stellvertretende Vorsitzende des Vereins[6]
- Marianne Heyden-Busch, LHH Stadtteilkulturarbeit – Fachplanung Kulturelle Bildung[6]
- Antje Koopmann, Print- und Webdesign[6]
- Ingo Siegner, Kinderbuchautor und Illustrator[6]
- Birgitt Adams, Bibliothekarin; Mitarbeiterin der Buchhandlung Sternschnuppe[6]
- Matthias Brodowy, Kabarettist[6]
- Alptekin Kirci, Ratsherr der LHH; Rechtsanwalt[6]
- Julia Zwehl, Hockey-Olympiasiegerin[6]
- Hacer Buz, Elternbegleiterin im Rucksackprogramm[6]
- Kirsten John, Autorin[6]
- Timm Albers, Hochschuldozent[6]
- Lars Kutschke, TUI AG, Projektleiter Gesundheit und Diversity[6]
- Michael Rupp, Direktor von Kastens Hotel Luisenhof[6]
- Martin Raguse, Kinderarzt und maßgeblich beteiligt an der Entstehung der Broschüre Gib mir ein A ...[6]
- Thomas Buck, Kinderarzt[6] und Vorstand der Bezirksärztekammer Hannover[2]
- Cornelius Meyer, Immobilienkaufmann[6]

## Schriften
- Timm Albers, Martina Meyer, Martin Raguse: Gib mir ein A. Sprachförderung von Anfang an, herausgegeben vom Lesestart Hannover e.V., 1. Auflage in deutscher Sprache, Eigenverlag, Hannover 2010 online als PDF-Dokument
- От буквы до слова. Развитие речевых навыков с раннего детства (russisch)
- Bana bir şey söyle. Konuşmayı baştan destekleme (Seite nicht mehr abrufbar, festgestellt im Februar 2022. Suche in Webarchiven) (türkisch)